# 维杰 (演员)
喬瑟夫·維杰·錢德拉塞卡（英語：Joseph Vijay Chandrasekhar，1974年6月22日—）或稱藝名維杰（英語：Vijay），印度男演員、代唱歌手及政客，主要在考萊塢（泰米爾語電影界）工作，商業成績及個人收入皆在業界名列前茅。他曾入選英國週報《東方之眼》的2023年亞洲頂級名人榜，且在一眾寶萊塢演員中是唯一上榜的泰米爾演員。維杰的官方外號「指揮官」（Thalapathy），擁有大量粉絲。
維杰在電影《維特里》（1984年）中以兒童演員身份出道。在導演父親S·A·錢德拉塞卡的電影擔任兒童演員後，18歲的他於《明日的判決》（1992年）中首次扮演主角。之後幾年持續擔任主角，知名作品如《為了你，小花》（1996年）、《今日之愛》（1997年）、《尊重愛》（1997年）、《为爱付出》（1999年）和《命中注定爱上你》（2000年）。1998年獲頒泰米爾納德邦政府的卡拉瑪瑪尼獎。
2004年，他主演了《冒險小子》 ，該片成為第一部票房超過5億盧比的泰米爾電影，隨後《除暴安良》（2005年）和《流氓刑警》（2007年）的成功，使他進入考萊塢的商業頂級演員的行列。2010年代末起，維杰的多部電影口碑票房雙收，使演藝事業更上一層樓，包括《槍》（2012年）、《匕首》（2014年）與《政壇巨星》（2018年）。
維杰2024年2月創立了泰米爾納德邦勝利盟，並宣告只再拍攝一部電影後退圈，以進軍政壇。

## 早年及家族
喬瑟夫·維杰·錢德拉塞卡1974年6月22日生於泰米爾納德邦馬德拉斯（現金奈）。父親S·A·錢德拉塞卡是電影導演，母親肖巴·錢德拉塞卡是歌手兼電影代唱歌手。父親是來自天主教家庭的基督教徒，母親是印度教徒。維杰有個名為維迪亞（Vidhya）的妹妹，她在兩歲時就去世。維杰最初在科丹巴卡姆的法蒂瑪學校（Fathima School）上學，之後就讀維魯甘巴卡姆的巴拉洛格學校（Balalok school）。他在洛約拉學院獲得了視覺傳達學士學位。

## 私生活
維杰1999年8月25日與斯里蘭卡泰米爾人桑吉塔（Sangeetha）結婚。他們有兩個孩子：兒子桑傑（Sanjay）曾短暫與維杰一起出現在《猎人拉维》（2009年）中，女兒迪維亞（Divya）則出現在維杰的《幽靈火花》（2016年）。

## 作品列表

### 電影
| 年份 | 片名                     | 角色                                       | 附註                                                                             | 來源          |
| ---- | ------------------------ | ------------------------------------------ | -------------------------------------------------------------------------------- | ------------- |
| 1984 | 《維特里》               | 維杰（Vijay）                                   | 兒童演員                                                                         | [ 15 ] [ 16 ] |
| 1984 | 《家人》                 | 那羅陀                                     | 兒童演員                                                                         | [ 15 ] [ 16 ] |
| 1985 | 《我是紅人》             | 維杰（Vijay）                                   | 兒童演員                                                                         | [ 15 ] [ 16 ] |
| 1986 | 《春之曲》               | 維杰（Vijay）                                   | 兒童演員                                                                         | [ 15 ] [ 16 ] |
| 1987 | 《法律是遊戲》           | 拉賈（Raja）                                   | 兒童演員                                                                         | [ 15 ] [ 16 ] |
| 1988 | 《這是我們的正義》       | 維杰（Vijay）                                   | 兒童演員                                                                         | [ 17 ]        |
| 1992 | 《明日的判決》           | 維杰（Vijay）                                   |                                                                                  | [ 18 ]        |
| 1993 | 《森圖拉潘迪》           | 維杰（Vijay）                                   |                                                                                  | [ 19 ] [ 20 ] |
| 1994 | 《崇拜者》               | 維杰（Vijay）                                   | 兼歌曲〈孟買市蘇卡·羅蒂〉（Bombay City Sukkha Rotti）的代唱歌手                                          | [ 21 ]        |
| 1995 | 《德瓦》                 | 德瓦（Deva）                                   | 兼歌曲〈一封信〉（Oru Kaditham）、〈艾亞約·阿拉梅魯〉（Aiyaiyoo Alamelu）和〈科塔吉里·庫帕瑪〉（Kottagiri Kuppamma）的代唱歌手 | [ 19 ] [ 22 ] |
| 1995 | 《在拉賈的視線中》       | 拉賈（Raja）                                   |                                                                                  | [ 15 ]        |
| 1995 | 《維希奴》               | 維希奴／克里希納（Vishnu / Krishna）                       | 兼歌曲〈托塔佩塔路上方〉（Thottabettaa Rottu Melae）的代唱歌手                                           | [ 23 ]        |
| 1995 | 《錢德拉萊卡》           | 拉希姆·羅瑟（Rahim Rowther）                            |                                                                                  | [ 24 ]        |
| 1996 | 《哥印拜陀新郎》         | 巴魯（Balu）                                   | 兼歌曲〈孟買派對希爾帕·謝蒂〉（Bombay Party Shilpa Shetty）的代唱歌手                                      | [ 25 ]        |
| 1996 | 《為了你，小花》         | 拉賈（Raja）                                   |                                                                                  | [ 26 ]        |
| 1996 | 《春之門》               | 維杰（Vijay）                                   |                                                                                  | [ 27 ]        |
| 1996 | 《尊敬的學生》           | 西瓦拉吉（Sivaraj）                               | 兼歌曲〈蒂魯帕蒂·波納·莫泰〉（Thiruppathy Ponaa Mottai）的代唱歌手                                       | [ 28 ]        |
| 1996 | 《塞爾瓦》               | 塞爾文（Selvan）                                 | 兼歌曲〈咖哩雞〉（Chicken Kari）的代唱歌手                                                   | [ 22 ]        |
| 1997 | 《我會等待億萬年》       | 關南（Kannan）                                   | 兼歌曲〈搭乘5號巴士〉（Anjaam Number Bussil Yeri）的代唱歌手                                              | [ 22 ]        |
| 1997 | 《今日之愛》             | 加內什（Ganesh）                                 |                                                                                  | [ 29 ]        |
| 1997 | 《再一次》               | 維杰（Vijay）                                   | 兼歌曲〈烏爾米拉〉（Oormilaa Oormilaa）的代唱歌手                                                 | [ 30 ]        |
| 1997 | 《爭鋒相對》             | 維杰（Vijay）                                   |                                                                                  | [ 27 ]        |
| 1997 | 《尊重愛》               | 「吉瓦」吉瓦南德姆（Jeevaanandham "Jeeva"）                     | 兼歌曲〈哦寶貝寶貝〉（Oh Baby Baby）的代唱歌手                                               | [ 31 ]        |
| 1998 | 《工作》                 | 不適用                                     | 歌曲〈某個時刻〉（Kaalathuketha Oru Gana）的代唱歌手                                                   | [ 32 ]        |
| 1998 | 《當我想到你時，你來了》 | 格庫拉克里希南（Gokulakrishnan）                         |                                                                                  | [ 33 ]        |
| 1998 | 《擁有愛》               | 瓦桑斯（Vasanth）                                 | 兼歌曲〈孔雀王朝〉（Mowriya Mowriya）的代唱歌手                                                 | [ 34 ]        |
| 1998 | 《哦，月亮，到我這來》   | 西魯瓦伊（Siluvai）                               | 兼歌曲〈月亮就是月亮〉（Nilave Nilave）和〈月亮地區〉（Chandira Mandalathai）的代唱歌手                           | [ 35 ]        |
| 1999 | 《为爱付出》             | 庫蒂（Kutty）                                   |                                                                                  | [ 36 ]        |
| 1999 | 《永遠的愛》             | 維杰（Vijay）                                   |                                                                                  | [ 27 ]        |
| 1999 | 《佩里亞納》             | 不適用                                     | 歌曲〈看看他們的風格〉（Thammadikkira Styla Pathu）、〈朱迪薩迪·萊拉〉（Juddadi Laila）和〈一在路上〉（Roadula Oru）的代唱歌手    | [ 32 ]        |
| 1999 | 《在我心裡》             | 卡魯納卡蘭（Karunakaran）                             | 兼歌曲〈適合金黃色〉（Thanga Nirathuku）的代唱歌手                                               | [ 37 ]        |
| 1999 | 《明萨拉·坎纳》          | 坎南／卡西（Kannan / Kasi）                             |                                                                                  | [ 38 ] [ 39 ] |
| 2000 | 《我眼中的月亮》         | 高薩姆·普拉巴卡（Gautham Prabhakar）                        |                                                                                  | [ 40 ]        |
| 2000 | 《命中注定爱上你》       | 希瓦（Shiva）                                   |                                                                                  | [ 41 ]        |
| 2000 | 《我愛的女孩》           | 維杰·維什瓦納坦（Vijay Vishwanathan）                        | 兼歌曲〈震動密西西比河〉（Mississippi Nadhi Kulunga）的代唱歌手                                           | [ 42 ]        |
| 2001 | 《金石至交》             | 阿拉文丹（Aravindhan）                               |                                                                                  | [ 43 ]        |
| 2001 | 《巴德里》               | 「巴德里」斯里·巴德里納特·穆爾蒂（Sri Badrinatha Moorthy "Badri"）       | 兼歌曲〈萊拉和我在一起〉（Ennoda Laila）的代唱歌手                                           | [ 44 ]        |
| 2001 | 《沙賈汗》               | 阿肖克·伊蘭戈（Ashok Ilango）                          |                                                                                  | [ 45 ] [ 46 ] |
| 2002 | 《塔米詹》               | 蘇利亞（Surya）                                 | 兼歌曲〈心痛〉（Ullathai Killadhae）的代唱歌手                                                     | [ 47 ]        |
| 2002 | 《情动青春》             | 希瓦（Shiva）                                   |                                                                                  | [ 48 ]        |
| 2002 | 《为生命而战》           | 巴格瓦蒂（Bhagavathi）                               | 兼歌曲〈可口可樂（我們走吧）〉（Coca-Cola (Podango)）的代唱歌手                                     | [ 49 ]        |
| 2003 | 《爱在心口难开》         | 布帕蒂（Boopathi）                                 |                                                                                  | [ 50 ]        |
| 2003 | 《新薄伽梵歌》           | 薩拉西（Sarathy）                                 |                                                                                  | [ 51 ]        |
| 2003 | 《赤诚之心》             | 蒂魯馬萊（Thirumalai）                               |                                                                                  | [ 52 ]        |
| 2004 | 《烏達亞》               | 烏達哈古瑪蘭（Udhayakumaran）                           |                                                                                  | [ 53 ]        |
| 2004 | 《冒險小子》             | 「維魯」薩拉瓦納維爾／吉利（Saravanavel "Velu" / Ghilli）             |                                                                                  | [ 54 ]        |
| 2004 | 《马杜赖》               | 馬杜拉維爾（Maduravel）                             |                                                                                  | [ 55 ]        |
| 2005 | 《除暴安良》             | 「吉里」西瓦吉里（Sivagiri "Giri"）                       |                                                                                  | [ 56 ]        |
| 2005 | 《超级律师》             | 蘇克蘭（Sukran）                                 | 長版客串                                                                         | [ 57 ] [ 58 ] |
| 2005 | 《校园爱情故事》         | 薩切因（Sachein）                                 | 兼歌曲〈枯萎又凋零〉（Vaadi Vaadi CD）的代唱歌手                                               | [ 59 ]        |
| 2005 | 《斯瓦卡希》             | 穆塔帕／斯瓦卡希（Muthappa / Sivakasi）                       |                                                                                  | [ 60 ]        |
| 2006 | 《愛恨情仇》             | 阿蒂克薩凡（Aathikesavan）                             |                                                                                  | [ 61 ]        |
| 2007 | 《流氓刑警》             | 薩蒂亞穆蒂／塔米日（Sathyamoorthy / Thamizh）                     |                                                                                  | [ 62 ] [ 63 ] |
| 2007 | 《可敬的泰米爾之子》     | 古魯（Guru）／普拉薩德（Prasad）                     |                                                                                  | [ 64 ]        |
| 2008 | 《信使》                 | 「維魯」維特里維爾／庫魯維（Vetrivel "Velu" / Kuruvi）             |                                                                                  | [ 65 ]        |
| 2008 | 《賭注》                 | 他自己                                     | 客串                                                                             | [ 66 ]        |
| 2009 | 《特工威龙》             | 普加日（Pugazh）／沙拉瓦南（Saravanan）                   |                                                                                  | [ 67 ]        |
| 2009 | 《猎人拉维》             | 「警察」拉維（"Police" Ravi）                           |                                                                                  | [ 68 ]        |
| 2010 | 《勇者无惧之苏拉》       | 蘇拉（Sura）                                   |                                                                                  | [ 69 ]        |
| 2011 | 《保鑣》                 | 布米納坦（Bhoominathan）                               |                                                                                  | [ 70 ]        |
| 2011 | 《終極武器》             | 「維魯」韋拉尤坦（Velayudham "Velu"）                       |                                                                                  | [ 71 ]        |
| 2012 | 《我們的友情歲月》       | 科薩克西·帕薩普帕卡爾／潘查萬·帕里文丹（Kosaksi Pasapugazh / Panchavan Parivendan） |                                                                                  | [ 72 ] [ 73 ] |
| 2012 | 《無賴正義哥》           | 他自己                                     | 印地語電影；特別演出歌曲〈擔心他〉（Chinta Ta）                                           | [ 74 ]        |
| 2012 | 《槍》                   | 賈加迪許·達納帕爾（Jagadish Dhanapal）                      | 兼歌曲〈Google Google〉的代唱歌手                                                | [ 75 ]        |
| 2013 | 《我是领袖》             | 維許瓦（Vishwa）                                 | 兼歌曲〈萬卡納你好〉（Vanganna Vanakkanganna）的代唱歌手                                               | [ 76 ]        |
| 2014 | 《地區》                 | 沙克蒂（Shakthi）                                 | 兼歌曲〈查查〉（Kandangi Kandangi）的代唱歌手                                                     | [ 77 ] [ 78 ] |
| 2014 | 《匕首》                 | 「匕首」凱瑟瑞桑（Kathiresan "Kaththi"）／吉瓦南達（Jeevanandham）         | 兼歌曲〈自拍女孩〉和〈壞眼睛—惡混主題曲〉（Bad Eyes – Villain Theme）的代唱歌手                          | [ 79 ]        |
| 2015 | 《老虎》                 | 馬魯蒂蘭（Marudheeran）／普利文丹（Pulivendhan）                 | 兼歌曲〈去去〉（Yaendi Yaendi）的代唱歌手                                                     | [ 80 ] [ 81 ] |
| 2016 | 《幽靈火花》             | 維杰·庫馬／約瑟夫·庫魯維扎／達瑪斯瓦爾（Vijay Kumar / Joseph Kuruvila / Dharmeshwar） | 兼歌曲〈寵物〉（Chella Kutti）的代唱歌手                                                     | [ 82 ]        |
| 2017 | 《卫道金刚》             | 拜拉瓦（Bairavaa）                                 | 兼歌曲〈爸爸〉（Papa Papa）的代唱歌手                                                     | [ 83 ]        |
| 2017 | 《正義魔人》             | 韋特里（Vetri）／馬蘭（Maaran）／韋特里馬蘭（Vetrimaaran）       |                                                                                  | [ 84 ]        |
| 2018 | 《政壇巨星》             | 桑達爾·拉馬斯瓦米（Sundar Ramaswamy）                      |                                                                                  | [ 85 ]        |
| 2019 | 《球神比吉爾》           | 「比吉爾」麥可·拉亞潘（Michael Rayappan "Bigil"）／拉亞潘（Rayappan）      | 兼歌曲〈瘋狂〉的代唱歌手                                                         | [ 86 ]        |
| 2021 | 《麻辣教授》             | 約翰·「JD」·杜拉拉吉（John "JD" Durairaj）                   | 兼歌曲〈小故事〉的代唱歌手                                                       | [ 87 ]        |
| 2022 | 《狂勇救援手》           | 維拉·拉格萬（Veera Raghavan）                            | 兼歌曲〈快樂的基卡納〉的代唱歌手                                                 | [ 88 ]        |
| 2023 | 《继承人瓦里苏》         | 維杰·拉詹德蘭（Vijay Rajendran）                          | 兼歌曲〈蘭吉斯本人〉（Ranjithame）的代唱歌手                                               | [ 89 ]        |
| 2023 | 《啡常火拼》             | 帕蒂班／利奧·達斯（Parthiban / Leo Das）                      | 兼歌曲〈我準備好了〉的代唱歌手                                                   | [ 90 ]        |
| 2024 | 《GOAT：最強特務》       | M·S·甘地（M. S. Gandhi）／吉萬·甘地／桑傑·梅農（Jeevan Gandhi / Sanjay Menon）     | 兼歌曲〈口哨放出來〉（Whistle Podu）和〈小眼睛〉（Chinna Chinna Kangal）的代唱歌手                               | [ 91 ]        |
| 2026 | 《民主英雄》             |                                            |                                                                                  | [ 92 ]        |

### 短片
| 年份 | 片名             | 角色   | 附註   | 來源   |
| ---- | ---------------- | ------ | ------ | ------ |
| 2008 | 《英雄還是零？》 | 他自己 | 紀錄片 | [ 93 ] |

## 備註
1. 1 2 3 4 5 6 7 8 9  維杰在片中扮演一名有兩個或以上不同名字的角色。
2. 1 2 3 4 5 6  維杰在片中一人分飾兩角。
3. ↑  維杰在片中一人分飾三角。

## 外部連結
- 维杰在互联网电影资料库（IMDb）上的資料（英文）